# Larry Hough
Lawrence Alan "Larry" Hough (ur. 4 kwietnia 1944 w Janesville) – amerykański wioślarz, srebrny medalista olimpijski.

## Kariera
Wystąpił na igrzyskach olimpijskich w Meksyku w 1968, gdzie wspólnie z Tonym Johnsonem zdobył srebrny medal w dwójkach bez sternika. W finale o 0,15 sekundy przegrali z osadą NRD, a o 5,13 sekundy pokonali osadę Danii. Na rozgrywanych cztery lata później igrzyskach olimpijskich w Monachium w tej samej konkurencji zajął dziewiąte miejsce. 
W dwójkach bez sternika zdobył również złoty medal na igrzyskach panamerykańskich w Winnipeg (1967). 
Ponadto zwyciężał w tej konkurencji na  mistrzostwach Europy w Vichy (1967) i mistrzostwach Europy w Klagenfurcie (1969). 
Kształcił się na Uniwersytecie Stanforda. Trzykrotnie zdobywał mistrzostwo kraju: 1967 w dwójkach bez sternika oraz 1968 w dwójkach bez sternika i dwójkach ze sternikiem.